# Enhøi
Der Enhøi ist eine megalithische Grabanlage der jungsteinzeitlichen Nordgruppe der Trichterbecherkultur im Kirchspiel Lynge in der dänischen Kommune Allerød.

## Lage
Das Grab liegt nördlich von Lynge und westlich des Uvelsevej auf einem Feld. In der näheren Umgebung gibt bzw. gab es zahlreiche weitere megalithische Grabanlagen.

## Forschungsgeschichte
In den Jahren 1890 und 1942 führten Mitarbeiter des Dänischen Nationalmuseums Dokumentationen der Fundstelle durch. Eine weitere Dokumentation erfolgte 1982 durch Mitarbeiter der Forst- und Naturbehörde.

## Beschreibung

### Architektur
Die Anlage besitzt eine ost-westlich orientierte rechteckige Hügelschüttung mit einer Länge von 7 m, einer Breite von 6 m und einer Höhe von 1,5 m. Von der Umfassung sind drei Steine an der östlichen Schmalseite und zwei an der südlichen Langseite erhalten.
Der Hügel enthielt ursprünglich zwei Grabkammern, von denen eine zerstört ist. Über sie liegen keine näheren Angaben vor. Die erhaltene Kammer liegt 4 m vom östlichen Ende entfernt und ist als Urdolmen anzusprechen. Sie ist nordwest-südöstlich orientiert und hat einen trapezförmigen Grundriss. Sie hat eine Länge von 1,7 m, eine Breite von 0,7 m im Südosten bzw. 1 m im Nordwesten und eine Höhe von 1,2 m. Es sind noch jeweils ein Wandstein an den Langseiten und der nordwestliche Abschlussstein erhalten.

### Funde
In der erhaltenen Kammer wurde ein Bronzegegenstand gefunden, aber nicht aufgehoben.